# União Juventude Zezerense
O União Juventude Zezerense é um clube português localizado na freguesia de Santa Marinha do Zêzere, concelho de Baião, distrito do Porto. O clube foi fundado em 1968 e o seu atual presidente é Arlindo Pinto. Os seus jogos em casa são disputados no Campo da Touca.
A equipa de futebol sénior participou, na época de 2012/13, na 2ª Divisão da Associação de Futebol do Porto.
Na época 2007/08 participa com a equipa de seniores no Campeonato Distrital - 1ª Divisão Série 2 e com a equipa de juniores no Campeonato Distrital - 2ª Divisão "A" Série 5 da AF Porto.